# クルスパッチ
クルスパッチは、かつてニュースタッフプロダクションに所属していた日本のお笑いコンビ。2013年5月結成、2021年8月解散。

## メンバー
西島 和哉（にしじま かずや、1989年4月28日（35歳） - ）
ボケ担当。
静岡県熱海市出身。身長168 cm、体重62 kg。血液型はO型。BWHはそれぞれ88・82・90、頭の大きさ60 cm、足の大きさ26.5 cm。
趣味はディズニー全般、瞑想、グルメ旅。
特技はカラオケ機器の調節、盛り上げ、ボウリング、ディズニー総合案内。

矢田 翔平（やだ しょうへい、1992年9月18日（32歳） - ）
ツッコミ・ネタ作り担当。
埼玉県川越市出身。身長166 cm、体重60 kg。血液型A型。BWHはそれぞれ86・78・87、頭の大きさ57 cm、足の大きさ27 cm。
趣味は野球観戦、ゲーム、お洗濯。
特技はカラオケ、野球、家系ラーメンを作れること。
松竹芸能所属のコンビ・ブリキカラスのコンビ名の一部を考案した。

## 芸風
コントと漫才両方を行う。西島が演じる活舌の悪いキャラクターが特徴。
結成当初は現在と役割が逆だった（以前は矢田がボケ、西島がツッコミ担当）。
キングオブコントでは2019年から2年連続準々決勝進出。
新人内さまライブグランドチャンピオン大会2017決勝進出。
2021年8月を以て解散。矢田は一時期「ヤダヤムクン」としてピン芸人で活動し、2023年10月10日にニュースタッフプロダクションを退所。その後、エビランドと組んでいた即席コンビ・エビヤムクンを正式に結成。新コンビ名は「相性はいいよね」に決定され、2024年4月にサンミュージックプロダクションへ所属。キングオブコント2024では準決勝に進出した。

## 出演

### テレビ
- ダウンタウンのガキの使いやあらへんで!「山-1グランプリ2021」（日本テレビ）[9]

### ラジオ
- サンドウィッチマンの天使のつくり笑い（NHKラジオ第1放送）
- マイナビ Laughter Night（TBSラジオ）

### 書籍
- 南部芸能事務所シリーズ新刊巻末 若手芸人座談会